# نبرد تن به تن

حمله به یک شهر، اوایل قرن هفدهم

نبرد تن‌به‌‌تن به معنای درگیری فیزیکی شدید بین دو یا چند حریف در فاصله کوتاه است. نبرد نزدیک زمانی رخ می‌دهد که نیروهای نظامی مخالف در مناطق محدود درگیر می‌شوند، محیطی که اغلب در جنگ شهری با آن مواجه می‌شود.